# San Raimundo
San Raimundo är en kommunhuvudort i Guatemala.   Den ligger i departementet Guatemala, i den centrala delen av landet, 16 km nordväst om huvudstaden Guatemala City. San Raimundo ligger 1 579 meter över havet och antalet invånare är 8 689.
Terrängen runt San Raimundo är huvudsakligen kuperad, men den allra närmaste omgivningen är platt. Runt San Raimundo är det tätbefolkat, med 591 invånare per kvadratkilometer. Närmaste större samhälle är Guatemala City, 16,4 km sydost om San Raimundo. I omgivningarna runt San Raimundo växer huvudsakligen savannskog.